# جک آرماند
جک آرماند (انگلیسی: Jack Armand؛ 11 August 1898 – ۱۹۷۴ (۷۵−۷۶ سال)) بازیکن فوتبال بود.